# Cyphura bifasciata
Cyphura bifasciata är en fjärilsart som beskrevs av Butler 1879. Cyphura bifasciata ingår i släktet Cyphura och familjen Uraniidae. Inga underarter finns listade i Catalogue of Life.